# Balintsi
Balintsi (en macédonien Балинци) est un village du sud-est de la Macédoine du Nord, situé dans la municipalité de Valandovo. Le village comptait 328 habitants en 2002.

## Démographie
Lors du recensement de 2002, le village comptait :
- Macédoniens : 242
- Serbes : 79
- Roms : 1